# Carina Afable
Carina Afable (1944) es una actriz y cantante filipina que se hizo famosa tras interpretar un personaje en la televisión en la década de los años 60 y 70. También es conocida por su aparición en un programa de televisión estadounidense como Barney Miller en la década de 1980.
También es tía del actor, cantante y modelo actual, Ryan Agoncillo. Su hermano, Chito, es el padre de Agoncillo.

## Carrera
Carina hizo su primera película en una versión de 1958, junto a Vera Pérez, gracias a un famoso concurso de canto organizado por la radio Tawag ng Tanghalan.
En la década de 1970, Carina fue coanfitriona de la demostración de variedad, en el programa conocido como Stop, Look and Listen junto a Tina Revilla y comediante Villa Nova.
Carina se casó y se fue a los Estados Unidos, dónde continuó su carrera como cantante. En 1982, hacia el final de la serie Barney Miller, Carina hizo su próxima aparición como la novia filipina por interpretar uno de sus personajes, Inspector Luger. Ella participó en tres episodios de la serie.

## Vida personal
Afable se casó con el director de televisión filipino Raul Silos y tuvo el primero de sus varios hijos a los 16 años. Antes de divorciarse, la pareja tuvo cuatro hijos: Richie, Robert, Cherry y Ronnie Silos. Afable se casó con Leonard Bell, un estadounidense, en la década de 1970, con quien tuvo otro hijo, Christopher. Ella y Bell estuvieron casados durante siete años, hasta su fallecimiento. Tiempo después, se casó con Samuel H. Gray, también estadounidense.

## Filmografía
- Tawag ng Tanghalan (1958)
- Botika sa baryo (1960)
- Stop, Look and Listen - TV variety show
- Barney Miller (3 episodes, 1982) as Perlita Avilar